# Iungentitanais primitivus
Iungentitanais primitivus är en kräftdjursart som beskrevs av Jürgen Sieg 1977. Iungentitanais primitivus ingår i släktet Iungentitanais och familjen Pseudotanaidae. Inga underarter finns listade i Catalogue of Life.